# Cross-country par équipes aux Jeux olympiques de 1920
Pour un article plus général, voir Athlétisme aux Jeux olympiques de 1920.
Navigation
Stockholm 1912 Paris 1924
L'épreuve du cross-country par équipes aux Jeux olympiques de 1920 se déroule le 23 août 1920 au Stade olympique d'Anvers, en Belgique. Elle est remportée par la Finlande.

## Résultats
La course a une longueur d'environ huit kilomètres. Les résultats des trois meilleurs coureurs de chaque nation lors de l'épreuve individuelle sont pris en compte : leurs rangs sont additionnés pour établir le classement final de l'épreuve par équipes.
| Rang                   | Équipe                     | Rang            | Total |
| ---------------------- | -------------------------- | --------------- | ----- |
| 1                      | Finlande                   | Finlande        | 10    |
| 1                      | Paavo Nurmi                | 1               | 10    |
| 1                      | Heikki Liimatainen         | 3               | 10    |
| 1                      | Teodor Koskenniemi         | 6               | 10    |
|                        | Ilmari Vesamaa             | 14              |       |
| Eino Rastas            | 18                         |                 |       |
| Hannes Miettinen       | 23                         |                 |       |
| 2                      | Grande-Bretagne            | Grande-Bretagne | 21    |
| 2                      | James Wilson               | 4               | 21    |
| 2                      | Frank Hegarty              | 5               | 21    |
| 2                      | Alfred Nichols             | 12              | 21    |
|                        | Christopher Vose           | 19              |       |
| Wally Freeman          | 22                         |                 |       |
| Larry Cummins          | 26                         |                 |       |
| 3                      | Suède                      | Suède           | 23    |
| 3                      | Eric Backman               | 2               | 23    |
| 3                      | Gustaf Mattsson            | 10              | 23    |
| 3                      | Hilding Ekman              | 11              | 23    |
|                        | Verner Magnusson           | 13              |       |
| Lars Hedwall           | 24                         |                 |       |
| Knut Alm               | 30                         |                 |       |
| 4                      | États-Unis                 | États-Unis      | 36    |
| 4                      | Patrick Flynn              | 9               | 36    |
| 4                      | Fred Faller (en)           | 13              | 36    |
| 4                      | Max Bohland (en)           | 14              | 36    |
|                        | Lewis Watson (en)          | 34              |       |
| Bob Crawford (en)      | 40                         |                 |       |
| Amisoli Patasoni (en)  | DNF                        |                 |       |
| 5                      | France                     | France          | 40    |
| 5                      | Gaston Heuet               | 8               | 40    |
| 5                      | Gustave Lauvaux            | 15              | 40    |
| 5                      | Joseph Servella (en)       | 17              | 40    |
|                        | Edmond Brossard            | 31              |       |
| Edmond Bimont (en)     | 32                         |                 |       |
| Joseph Guillemot       | DNF                        |                 |       |
| 6                      | Belgique                   | Belgique        | 48    |
| 6                      | Julien Van Campenhout (en) | 7               | 48    |
| 6                      | Henri Smets (en)           | 20              | 48    |
| 6                      | Aimé Proot (en)            | 21              | 48    |
|                        | François Vyncke (en)       | 37              |       |
| Pierre Trullemans (en) | 41                         |                 |       |
| Antoine Rivez (en)     | 42                         |                 |       |
| 7                      | Danemark                   | Danemark        | 53    |
| 7                      | Albert Andersen (en)       | 16              | 53    |
| 7                      | Henrik Sørensen (en)       | 18              | 53    |
| 7                      | Jón Jónsen (en)            | 19              | 53    |
|                        | Julius Ebert (en)          | 35              |       |
| Artur Nielsen (en)     | DNF                        |                 |       |